# Petite Martinique
Petite Martinique is een cirkelvormig eiland in de Caraïben dat deel uitmaakt van Grenada, maar geografisch in de Grenadines ligt. Het heeft de status van dependency van Grenada en valt dus niet onder een van de zes parishes of onder het grotere eiland Carriacou, dat vijf kilometer ten zuidwesten van Petite Martinique gelegen is. Net ten noorden van het eiland, op 700 meter afstand, ligt Petit Saint Vincent, dat al deel uitmaakt van Saint Vincent en de Grenadines.
Petite Martinique telt 900 inwoners op een oppervlakte van 2,4 km². De bevolking leeft van de visvangst, scheepsbouw en scheepvaart.

## Vervoer
Sinds 1998 is er een dagelijkse veerverbinding tussen Petite Martinique en het hoofdeiland Grenada (via Carriacou). Vanop de luchthaven van Carriacou voert de maatschappij SVG Air uit Saint Vincent en de Grenadines vluchten uit naar Grenada.